# Famille Zurlauben
 (août 2024).
Si vous disposez d'ouvrages ou d'articles de référence ou si vous connaissez des sites web de qualité traitant du thème abordé ici, merci de compléter l'article en donnant les références utiles à sa vérifiabilité et en les liant à la section « Notes et références ».
La famille Zurlauben est une famille noble, domiciliée à Zug en Suisse et prétendant descendre de la maison féodale valaisane de La Tour-Châtillon (Zum/Von Thurn undt Gestelenburg) : mais la filiation avec les La Tour-Châtillon parait de pure fantaisie (voir l'article Conrad 1er). 

## Historique
Balthazar, né vers l'an 1550, est le premier dans cette antique famille qui ait porté ce nom illustré par plus de quatre siècles de gloire civile et militaire. Les seigneurs de la Tour-Châtillon, déjà barons de l'empire sous l'empereur Othon le Grand, étaient si puissants, que pendant un siècle ils soutinrent la guerre contre les habitants de Berne, de Fribourg et du Valais. Ce fut la même famille qui dota la plupart des églises et des monastères dans la partie méridionale de la Suisse. 
Walter, un de ces puissants barons, assista en 1165 au tournoi de Zurich. Son frère puîné avait suivi en 1145 Amédée, comte de Savoie, en Palestine. 
Adelbert, fils de Walter, est nommé dans plusieurs actes passés en 1195 et 1224. On trouve son fils Guillaume et son petit-fils Hermann dans tous les grands événements de la Suisse, pendant ce siècle. En 1288, Hermann se trouvait avec ses troupes, auprès de l'empereur Rodolphe Ier, lorsque ce prince assiégeait la ville de Berne. Son fils Pierre Ier entra en 1291 dans la ligue contre les Bernois, et en 1294 il combattit l'évêque de Sion, à la tête de 11 000 hommes. Il réunit la châtellenie de Genève à ses autres domaines.
Jean Ier, son fils, est nommé dans le traité de paix conclu le 10 juin 1314 entre Anne le Grand, comte de Savoie, et Jean, dauphin du Viennois. Il fit, en 1318, avec Léopold, duc d'Autriche, un traité par lequel il s'engageait à fournir à ce prince un corps de 3 000 hommes. L'acte est scellé de son sceau d'or à la tour de sable. Il fut la même année tué en trahison par ses sujets révoltés. 
Pierre II, son fils, prit le parti de Frédéric d'Autriche contre Frédéric de Bavière, roi des Romains, qui, pour s'en venger, excita contre lui les habitants de Berne, et en 1324 la guerre éclata entre ceux-ci et Pierre. Une réconciliation peu sincère eut lieu en 1345. Les Bernois, ayant recommencé les hostilités en 1346, furent battus près de Laubeck, château de la maison de la Tour-Châtillon. Plus heureux en ils enlevèrent et détruisirent les châteaux de Laubeck et de Mannenberg. Il est probable que la paix se fit ; car, en 1355, Pierre suivit en France le comte de Savoie. 
Son fils Antoine Ier alla, en 1365, trouver à Berne l'empereur Charles IV, qui revenait d'Italie. S'étant plaint des habitants de Berne, il jeta son gantelet devant le prince et devant la cour impériale, donnant défi à quiconque oserait contredire les faits qu'il avançait. Charles apaisa la dispute. Antoine eut avec son oncle Guichard, évêque de Sion, de si vifs démêlés, que le 18 août 1375, ses vassaux s'étant emparés d'un château où ce prélat se trouvait, ils le jetèrent du haut des murs, ainsi que son chapelain. Les habitants du Valais se rassemblèrent pour venger la mort de leur évêque. On en vint à une bataille sanglante près du pont St-Léonard, dans le voisinage de Sion. Antoine, vaincu se retira auprès du duc de Savoie, à qui il céda ses droits, et à la cour duquel il mourut le 22 janvier 1402. 
Son fils aîné, Balthazar, se tint longtemps caché dans les bois, pour se soustraire à la fureur des habitants révoltés ; et le nom de la Tour-Châtillon leur étant odieux, il s'en fit un du lieu de sa retraite, se nommant du mot allemand Laube, feuille d'arbre, Zurlauben ou Zur-Lauben ad frondem, marquant par là que les feuilles de la forêt lui avaient servi d'asile. En sortant de cette retraite, il alla joindre son frère Conrad, qui était chevalier à la commanderie de Saint-Lazare de Séedorf, canton d'Uri, où il mourut. Dans le nécrologe de cette maison, on engage les chevaliers à prier pour Balthazar de Thurn et Gestelenbourg (où la Tour-Châtillon), qui, au temps de sa fuite, et à cause de la haine que l'on portait à la noblesse, s'est nommé Laubast (branche de feuillage) ou Zurlauben. 
Jean II, fils aîné de Balthazar, fit des démarches pour rentrer en possession des biens paternels. N'ayant pu vaincre la haine que les habitants du Valais portaient à la noblesse, il se retira à Uri, où il mourut. 
Antoine II, fils du précédent, passa du canton d'Uri dans celui de Zug, où il mourut en 1516. 
Oswald Ier, fils du précédent, capitaine dans les troupes suisses, au service des papes Jules II, Léon X, et de Maximilien Sforza, assista aux batailles de Novare, de Ravenne, de Pavie et de Bellinzone. Après la bataille de Marignan, il passa au service de François Ier, roi de France. En 1531, il était major général des troupes du canton de Zug ; et comme l'apprend un acte que l'on garde à Zug, il contribua beaucoup à l'issue de la bataille que les cantons catholiques gagnèrent, et où Zwingli fut tué. Il remplit les premières fonctions administratives du canton jusqu'à sa mort, arrivée à Zug en 1549. 
Antoine III, fils du précédent, servit très jeune dans l'armée française. À la bataille de Blaville (1567), étant alors âgé de soixante-deux ans, il reçut trois blessures, et ne dut la vie qu'au dévouement de son fils Erasme-Oswald, qui, combattant à côté de lui, s'avança pour recevoir un coup de pique dirigé contre son père. Le digne fils tomba mort à l'âge de 35 ans. Le père leva la même année une demi- compagnie pour le régiment des gardes suisses au service de Charles IX. Chaque compagnie était de 300 hommes. Antoine a laissé, en allemand, sur les événements de la guerre auxquels il avait pris part, entre autres sur les batailles de Blaville, de Dreux, de Saint-Denis, de Jarnac, de Moncontour, et sur la retraite de Meaux, une relation manuscrite que l'on conserve, dans les archives de la famille, ainsi que l' Histoire manuscrite des troubles arrivés à Zug en 1585, et la Relation d'un voyage à la terre sainte. Antoine mourut à Zug, en 1586, après y avoir rempli les premières fonctions administratives.
Jean III, son fils, Oswald II, son petit-fils, l'ont suivi dans la même carrière. Oswald III est mort le 10 septembre 1641 sans laisser d'héritiers.

## Personnalités
- Conrad Ier de la Tour-Châtillon de Zurlauben ;
- Béat Ier de la Tour-Châtillon de Zurlauben ;
- Conrad II de la Tour-Châtillon de Zurlauben ;
- Henri de la Tour de Gestellenbourg-Zurlauben ;
- Béat II de la Tour-Châtillon de Zurlauben ;
- Béat Jacques Ier de la Tour-Châtillon de Zurlauben ;
- Béat Jacques II de la Tour-Châtillon de Zurlauben ;
- Conrad de la Tour-Châtillon de Zurlauben ;
- Béat Gaspard de la Tour-Châtillon de Zurlauben ;
- Béat François Placide de Zurlauben ;
- Béat Louis de la Tour-Châtillon de Zurlauben ;
- Fidèle de la Tour-Châtillon de Zurlauben ;
- Henri de la Tour-Châtillon de Zurlauben ;
- Béat Jacques II de Zurlauben ;
- Gérold Ier de la Tour-Châtillon de Zurlauben ;
- Placide de la Tour-Châtillon de Zurlauben ;
- Gérold II de la Tour-Châtillon de Zurlauben ;
- Béat Fidèle Antoine Jean Dominique de la Tour-Châtillon de Zurlauben.